# 東京單軌電車1000型電聯車
東京單軌電車1000型電聯車（日语：／ Tokyo Monorēru 1000-gata densha）是東京單軌電車的羽田機場線使用的單軌電聯車，並於1989年7月25日開始投入使用。1000型是東京單軌電車為了替代當時未安裝空調系統的單軌電聯車，以及因應羽田機場航廈的遷移和擴建而引進的車輛。本型車於1990年獲得日本設計振興會的優良設計獎。
由於1000型電聯車的車體逐漸老化，因此東京單軌電車規劃逐步引進新型車輛東京單軌電車10000型電聯車作為替代。截至2016年4月，本型車共有13個編組78輛車輛在羽田機場線上運轉。